# Yeoh Ghim Seng
Yeoh Ghim Seng (chiń. 杨锦成; pinyin Yáng Jǐnchéng; ur. 1918, zm. 1993) – singapurski polityk i lekarz, długoletni speaker Parlamentu Singapuru, trzykrotnie tymczasowo sprawował funkcję prezydenta Singapuru.

## Życiorys
Urodził się w 1918. Był doktorem nauk medycznych, specjalizującym się w chirurgii.
Od 1970 do 1989 pełnił funkcję przewodniczącego singapurskiego parlamentu. Po raz pierwszy urząd prezydenta sprawował tymczasowo po śmierci Yusofa bin Ishaka od 21 listopada 1970, do 2 stycznia 1971, kiedy nowym prezydentem został Benjamin Henry Sheares, który również zmarł podczas sprawowania urzędu. Yeoh Ghim Seng po raz drugi objął tymczasowo władzę 12 maja 1981, by przekazać ją 23 października tegoż roku nowemu prezydentowi – Devanowi Nairowi. Ostatni raz sprawował ten urząd od 29 marca 1985, po dwudniowym tymczasowym sprawowaniu urzędu przez Wee Chonga Jina do 2 września 1985. Nowym prezydentem został wówczas Wee Kim Wee.
W 1989 na stanowisku speakera parlamentu zastąpił Yeoha Tan Soo Khoon.
Yeoh Ghim Seng zmarł w 1993.